# Krzemieniec (obwód wołyński)
Krzemieniec  (ukr. Кременець) – wieś na Ukrainie, w obwodzie wołyńskim, w rejonie rożyszczeńskim.